# Lista över bästsäljande Nintendo 3DS-spel
Det här är en lista över bästsäljande Nintendo 3DS-spel som har sålt eller skeppat minst en miljon exemplar.

## Listan
| Titel                                                | Sålda exemplar | Försäljningsandelar                                   | Släppdatum                                                                             | Genre                               | Utvecklare                                    | Utgivare                    |
| ---------------------------------------------------- | -------------- | ----------------------------------------------------- | -------------------------------------------------------------------------------------- | ----------------------------------- | --------------------------------------------- | --------------------------- |
| Mario Kart 7                                         | 18,98 miljoner | i.u.                                                  | 1 december 2011 (JP) 2 december 2011 (EU) 3 december 2011 (AU) 4 december 2011 (NA)    | Racingspel                          | Nintendo EAD och Retro Studios                | Nintendo                    |
| Pokémon X och Y                                      | 16,72 miljoner | i.u.                                                  | 12 oktober 2013                                                                        | Datorrollspel                       | Game Freak                                    | Nintendo                    |
| Pokémon Sun och Moon                                 | 16,32 miljoner | i.u.                                                  | i.u.                                                                                   | i.u.                                | i.u.                                          | Nintendo                    |
| Pokémon Omega Ruby och Alpha Sapphire                | 14,60 miljoner | i.u.                                                  | 21 november 2014 28 november 2014 (EU)                                                 | Datorrollspel                       | Game Freak                                    | Nintendo                    |
| New Super Mario Bros. 2                              | 13,42 miljoner | i.u.                                                  | 28 juli 2012 (JP 17 augusti 2012 (EU) 18 augusti 2012 (AU) 19 augusti 2012 (NA)        | Plattformsspel                      | Nintendo EAD                                  | Nintendo                    |
| Animal Crossing: New Leaf                            | 13,05 miljoner | i.u.                                                  | 8 november 2012 (JP) 9 juni 2013 (NA) 14 juni 2013 (EU) 15 juni 2013 (AU)              | Simulationsdatorspel                | Nintendo EAD                                  | Nintendo                    |
| Super Mario 3D Land                                  | 12,88 miljoner | 1,88 miljoner i Japan 3,85 miljoner i US              | 3 november 2011 (JP) 13 november 2011 (NA) 18 november 2011 (EU) 24 november 2011 (AU) | Plattformsspel                      | Nintendo EAD                                  | Nintendo                    |
| Super Smash Bros. for Nintendo 3DS                   | 9.64 miljoner  | i.u.                                                  | 13 september 2014 (JP) 3 oktober 2014 (NA) 3 oktober 2014 (EU) 4 oktober 2014 (AU)     | Fightingspel                        | Sora Ltd. och Bandai Namco Entertainment      | Nintendo                    |
| Pokémon Ultra Sun och Ultra Moon                     | 9,19 miljoner  | i.u.                                                  | i.u.                                                                                   | i.u.                                | i.u.                                          | Nintendo                    |
| Tomodachi Life                                       | 6,27 miljoner  | i.u.                                                  | 18 april 2013 (JP) 6 juni 2014 (NA) 6 juni 2014 (EU) 7 juni 2014 (AU)                  | Simulationsdatorspel                | Nintendo SPD                                  | Nintendo                    |
| Luigi's Mansion 2                                    | 6,48 miljoner  | 0,83 miljoner i Japan 1,92 miljoner i övriga regioner | 24 mars 2013 (NA) 20 mars 2013 (JP) 28 mars 2013 (EU) 28 mars 2013 (AU)                | Actionäventyr                       | Nintendo SPD och Next Level Games             | Nintendo                    |
| The Legend of Zelda: Ocarina of Time 3D              | 6,44 miljoner  | 1 miljon i USA                                        | 16 juni 2011 (JP) 17 juni 2011 (EU)19 JUNI 2011 (NA) 30 juni 2011                      | Actionäventyr                       | Nintendo EAD och Grezzo                       | Nintendo                    |
| Monster Hunter 4                                     | 4,1 miljoner   | 4 miljoner i Japan                                    | 14 september 2013 (JP)                                                                 | Actionrollspel                      | Capcom                                        | Capcom                      |
| Monster Hunter 4 Ultimate                            | 3,7 miljoner   | 2,7 miljoner i Japan 1 miljon i övriga regioner       | 11 oktober 2014 (JP) 13 februari 2015 (NA) 13 februari 2015 (EU) 14 februari 2015 (AU) | Actionrollspel                      | Capcom                                        | Capcom                      |
| Nintendogs + Cats                                    | 3,5 miljoner   | i.u.                                                  | 26 februari 2011 (JP)25 mars 2011 (EU)27 mars 2011                                     | Simulationsdatorspel                | Nintendo EAD                                  | Nintendo                    |
| Yo-Kai Watch 2: Ganso och Honke                      | 3,1 miljoner   | 3,1 miljoner i Japan                                  | 10 juli 2014                                                                           | Datorrollspel                       | Level-5                                       | Level-5                     |
| The Legend of Zelda: A Link Between Worlds           | 2,51 miljoner  | 0,47 miljoner i Japan 2,04 miljoner i övriga regioner | JP: 26 december 2013 NA: 22 november 2013 EU: 22 november 2013                         | Actionäventyr                       | Nintendo EAD                                  | Nintendo                    |
| Monster Hunter 3 Ultimate                            | 2,5 miljoner   | i.u.                                                  | JP: 10 december 2011 NA: 19 mars 2013 EU: 22 mars 2013                                 | Actionrollspel                      | Capcom och Eighting                           | Capcom                      |
| Yo-Kai Watch 2: Shin'uchi                            | 2,5 miljoner   | 2,5 miljoner i Japan                                  | JP: 13 december 2014                                                                   | Datorrollspel                       | Level-5                                       | Level-5                     |
| Paper Mario: Sticker Star                            | 2,21 miljoner  | 0,54 miljoner i Japan 1,28 miljoner i övriga regioner | JP: 6 december 2012 NA: 11 november 2012 EU: 7 december 2012                           | Datorrollspel                       | Nintendo SPD, Intelligent Systems och Vanpool | Nintendo                    |
| Mario & Luigi: Dream Team                            | 2,08 miljoner  | 0,47 miljoner i Japan 1,61 miljoner i övriga regioner | JP: 18 juli 2013 NA: 11 augusti 2013 EU: 12 juli 2013                                  | Datorrollspel                       | AlphaDream och Good-Feel                      | Nintendo                    |
| The Legend of Zelda: Majora's Mask 3D                | 2,03 miljoner  | i.u.                                                  | JP: 14 februari 2015 NA: 13 februari 2015 EU: 13 februari 2015                         | Actionäventyr                       | Nintendo EAD och Grezzo                       | Nintendo                    |
| Fire Emblem Awakening                                | 1,79 miljoner  | i.u.                                                  | JP: 19 april 2012 NA: 4 februari 2013 EU: 19 april 2013                                | Datorrollspel                       | Intelligent Systems och Nintendo SPD          | Nintendo                    |
| Kirby: Triple Deluxe                                 | 1,78 miljoner  | i.u.                                                  | JP: 11 januari 2014 NA: 2 maj 2014 EU: 16 maj 2014                                     | Plattformsspel                      | HAL Laboratory                                | Nintendo                    |
| Donkey Kong Country Returns 3D                       | 1,52 miljoner  | 0,37 miljoner i Japan 1,16 miljoner i övriga regioner | JP: 13 juni 2013 NA: 24 maj 2013 EU: 24 maj 2013                                       | Plattformsspel                      | Retro Studios och Monster Games               | Nintendo                    |
| Puzzle & Dragons Z: Pazudora Z                       | 1,5 miljoner   | i.u.                                                  | JP: 12 december 2013                                                                   | Pusselspel                          | GungHo Online Entertainment                   | GungHo Online Entertainment |
| Kingdom Hearts 3D: Dream Drop Distance               | 1,32 miljoner  | i.u.                                                  | JP: 29 mars 2012 NA: 31 juli 2012 EU: 20 juli 2012                                     | Actionrollspel                      | Square Enix                                   | Square Enix                 |
| Yo-Kai Watch                                         | 1,29 miljoner  | 1,29 miljoner i Japan                                 | JP: 11 juli 2013 NA: 2016                                                              | Datorrollspel                       | Level-5                                       | Nintendo                    |
| Dragon Quest VII                                     | 1,23 miljoner  | 1,23 miljoner i Japan                                 | JP: 7 februari 2013                                                                    | Datorrollspel                       | Heartbeat och ArtePiazza                      | Square Enix                 |
| Lego City Undercover: The Chase Begins               | 1,2 miljoner   | 1,19 miljoner i övriga regioner                       | JP: 5 mars 2015 NA: 21 april 2013 EU: 26 april 2013                                    | Actionäventyr                       | TT Fusion                                     | Nintendo                    |
| Super Street Fighter IV: 3D Edition                  | 1,2 miljoner   | i.u.                                                  | JP: 26 februari 2011 NA: 27 mars 2011 EU: 25 mars 2011                                 | Fightingspel                        | Capcom och Dimps                              | Capcom                      |
| Kid Icarus: Uprising                                 | 1,18 miljoner  | i.u.                                                  | JP: 22 mars 2012 NA: 23 mars 2012 EU: 23 mars 2012                                     | Tredjepersonsskjutare, shoot 'em up | Project Sora och Sora Ltd.                    | Nintendo                    |
| Mario Party: Island Tour                             | 1,14 miljoner  | 0.32 miljoner i Japan                                 | JP: 20 mars 2014 NA: 22 november 2013 EU: 17 januari 2014                              | Partyspel                           | Nd Cube                                       | Nintendo                    |
| Yo-kai Watch Busters: Red Cat Team / White Dog Squad | 1,12 miljoner  | 1,12 miljoner i Japan                                 | JP: 11 juli 2015                                                                       | Datorrollspel                       | Level-5                                       | Nintendo                    |
| Mario Tennis Open                                    | 1,11 miljoner  | 0,34 miljoner i Japan 0,74 miljoner i övriga regioner | JP: 24 maj 2012 NA: 20 maj 2012 EU: 25 maj 2012                                        | Sportspel                           | Camelot Software Planning                     | Nintendo                    |
| Bravely Default                                      | 1 miljon       | 0,4 miljoner i Japan 0,6 miljoner i övriga regioner   | JP: 11 oktober 2012 NA: 7 februari 2014 EU: 6 december 2013                            | Datorrollspel                       | Silicon Studio och Square Enix                | Nintendo                    |

Totalt antal Nintendo 3DS-spel sålda fram till 28 januari 2015: 215,96 miljoner.